# نیکی سیملینگ
نیکی سیملینگ (زادهٔ ۱۹ آوریل ۱۹۸۵) بازیکن فوتبال اهل کشور دانمارک است.
وی برای تیم ملی دانمارک ۱۴ بازی انجام داده و ۰ گل به ثمر رسانده‌است. پست تخصصی این بازیکن نیز، هافبک است.